# Scharnhorststraße 1 (Mönchengladbach)

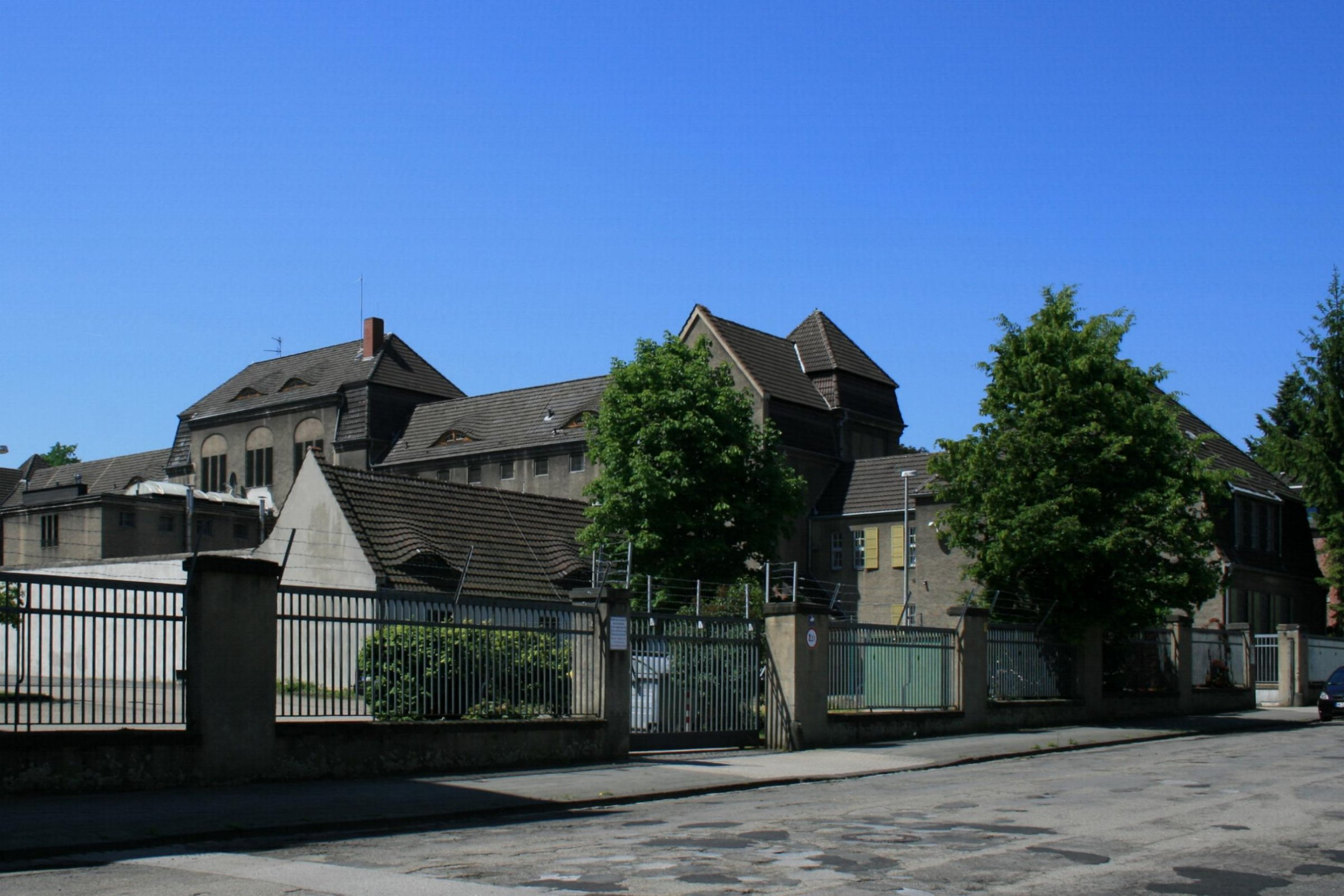
Gerichtsgefängnis und Amtsleiterwohnhaus

Das Gerichtsgefängnis und Amtsleiterwohnhaus Scharnhorststraße 1 steht im Stadtteil Eicken in Mönchengladbach (Nordrhein-Westfalen).
Das Gebäude wurde 1901 bis 1912 erbaut und unter Nr. Sch 005 am 27. März 1985 in die Denkmalliste der Stadt Mönchengladbach eingetragen. Zusammen mit dem Gerichtsgebäude Hohenzollernstraße 157 sind die Gebäude zusätzlich als Land- und Amtsgericht Mönchengladbach unter der Nummer H 022 eingetragen.

## Lage
Das Objekt liegt im Stadtteil Eicken zwischen Hohenzollernstraße und Kaldenkirchener Str. und wurde zwischen 1902 und 1912 errichtet. 

## Architektur
In der Rückfront des an der Hohenzollernstraße befindlichen Gerichtsgebäudes liegt das Gefängnis. Das dazugehörige zweigeschossige Amtsleiterwohnhaus mit Putzfassade wird von einem Walmdach überdeckt.
Der vier- bis fünfgeschossige Gefängnistrakt ist für 100 Häftlinge errichtet, entsprechend den damaligen ministeriellen Bestimmungen für neue Gefängnisbauten. Die Fassade zur Rheinbahnstraße ist mit Eck- und Mittelrisaliten reich gegliedert.
Das Land- und Amtsgericht Mönchengladbach bildet eine bauliche und historische Einheit mit dem Gerichtsgefängnis und dem dazugehörenden Amtsleiterwohnhaus. Die Erhaltung des Baukomplexes liegt aus künstlerischen, wissenschaftlichen, insbesondere architektur-, orts- und sozialgeschichtlichen sowie städtebaulichen Gründen im öffentlichen Interesse.